# Borová Lhota
Borová Lhota (německy Kiefern Lhota) je vesnice, část města Pyšely v okrese Benešov. Nachází se 2 km na jih od Pyšel, v těsné sousedství Městečka. Přes ves vede červená turistická značka z železniční zastávky Pyšely (Vysoká Lhota) do Nespek a Zbořeného Kostelce. Ve středu vesnice se nachází kaplička. V roce 2009 zde bylo evidováno 142 adres. Borová Lhota leží v katastrálním území Pyšely o výměře 7,33 km².

## Historie
První písemná zmínka o vesnici pochází z roku 1358.

## Další fotografie

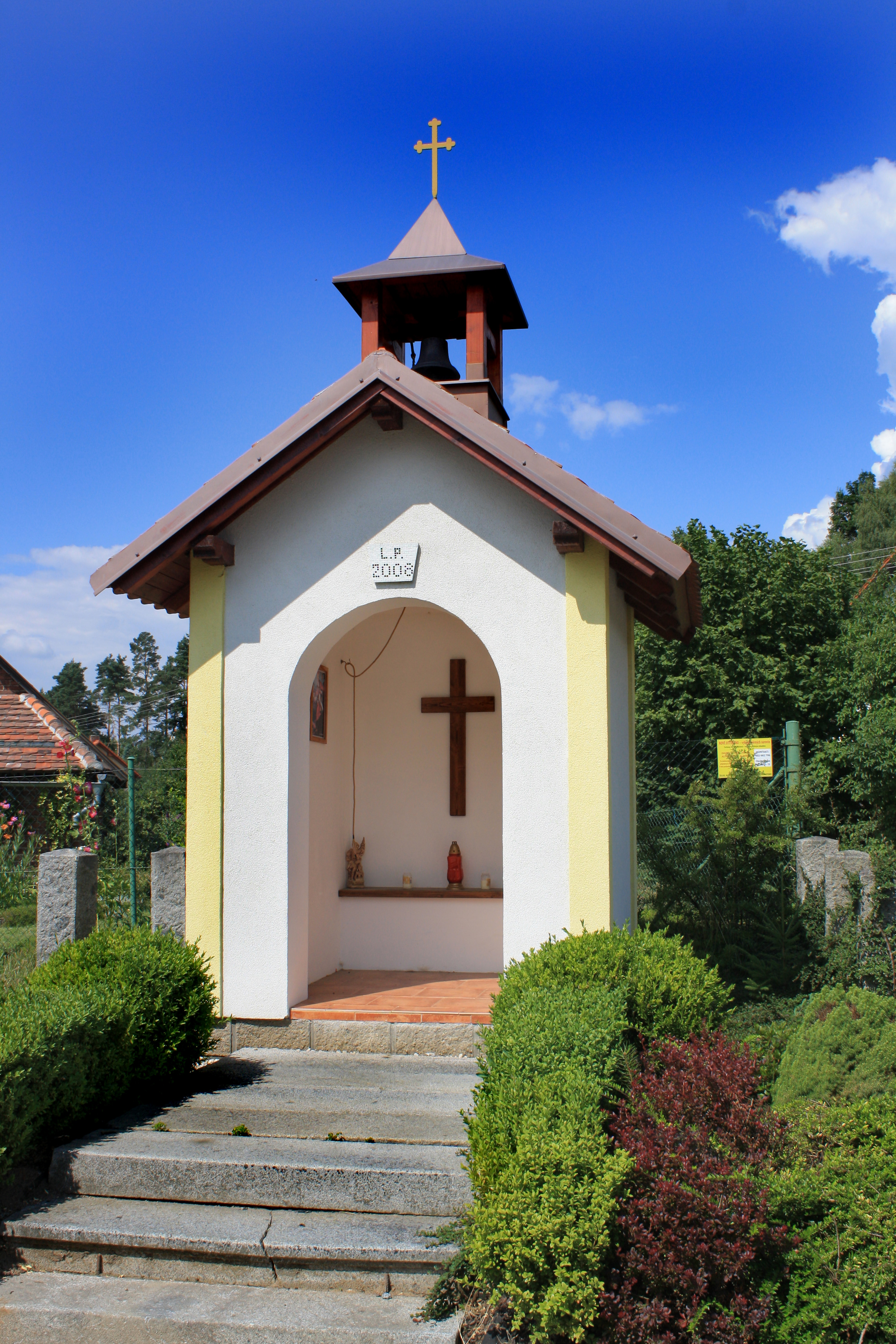
Kaplička na návsi
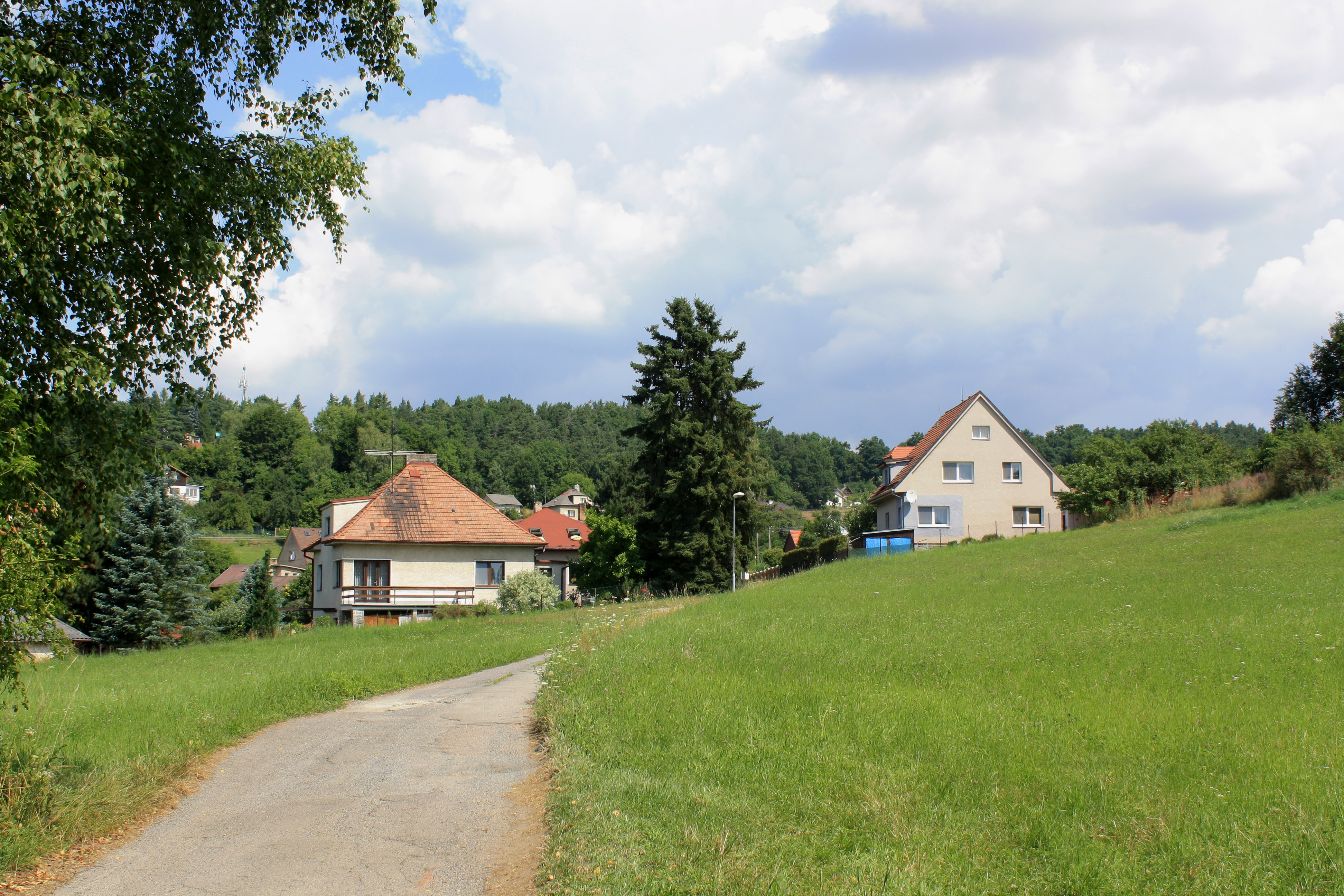
Vesnice z jihu